# Octan
Octan (Kemisk Ordbog) eller oktan (Retskrivningsordbogen) er en fællesbetegnelse for en alkan med 8 kulstofatomer, .

## Isomerer
Der findes 18 isomerer af octan, nedenunder er nogle af dem:
- n-octan CH3CH2CH2CH2CH2CH2CH2CH3
- 2-Methylheptan CH3CH(CH3)CH2CH2CH2CH2CH3
- 3-Methylheptan CH3CH2CH(CH3)CH2CH2CH2CH3
- 4-Methylheptan CH3CH2CH2CH(CH3)CH2CH2CH3
- 2,2-(di)Methylhexan CH3C(CH3)2CH2CH2CH2CH3
- 2,3-(di)Methylhexan CH3CH(CH3)CH(CH3)CH2CH2CH3
- 2,4-(di)Methylhexan CH3CH(CH3)CH2CH(CH3)CH2CH3
- 3,3-(di)Methylhexan CH3CH2C(CH3)2CH2CH2CH3
- 3,4-(di)Methylhexan CH3CH2CH(CH3)CH(CH3)CH2CH3